# Liste der Biografien/Kraj
Liste der Biografien |
Portal Biografien |
Personensuche
# |
A |
B |
C |
D |
E |
F |
G |
H |
I |
J |
K |
L |
M |
N |
O |
P |
Q |
R |
S |
T |
U |
V |
W |
X |
Y |
Z |
?
 
Ka |
Kb |
Kc |
Kd |
Ke |
Kf |
Kg |
Kh |
Ki |
Kj |
Kl |
Km |
Kn |
Ko |
Kp |
Kr |
Ks |
Kt |
Ku |
Kv |
Kw |
Ky |
Kx |
Kz
 
Kra |
Krb |
Krc |
Kre |
Krg |
Krh |
Kri |
Krj |
Krk |
Krl |
Krm |
Krn |
Kro |
Krp |
Krs |
Krt |
Kru |
Kry |
Krz
 
Kraa |
Krab |
Krac |
Krad |
Krae |
Kraf |
Krag |
Krah |
Krai |
Kraj |
Krak |
Kral |
Kram |
Kran |
Krap |
Krar |
Kras |
Krat |
Krau |
Krav |
Kraw |
Krax |
Kray |
Kraz
Die Liste der Biografien führt alle Personen auf, die in der deutschsprachigen Wikipedia einen Artikel haben. Dieses ist eine Teilliste mit 53 Einträgen von Personen, deren Namen mit den Buchstaben „Kraj“ beginnt.

## Kraj
- Kraj, Jerzy (* 1960), polnischer Ordensgeistlicher und Patriarchalvikar des Lateinischen Patriarchats von Jerusalem
- Kraj, Rudolf (* 1977), tschechischer Boxer

### Kraja
- Kraja, Kolec (1933–1994), albanischer Fußballspieler
- Kraja, Marie (1911–1999), albanische Opernsängerin
- Kraja, Norbert (1930–2007), deutscher Parteifunktionär der DDR-CDU
- Krajač, Ivica (1938–2024), jugoslawischer Popsänger, Komponist, Texter und Regisseur
- Kraják, Ondřej (* 1991), tschechischer Fußballspieler

### Krajc
- Krajcberg, Frans (1921–2017), polnisch-brasilianischer Bildhauer, Maler und Fotograf
- Krajček, Kristijan (* 1993), kroatischer Fußballspieler
- Krajcer, Marko (* 1985), slowenischer Fußballspieler und -trainer
- Krajči, Mirko (* 1968), slowakischer Komponist und Dirigent
- Krajčí, Řehoř († 1474), böhmischer Reformator und einer der Begründer der Unität der Unität der Böhmischen Brüder
- Krajcik, Filip (1955–2001), österreichischer Tennisspieler und -trainer
- Krajčík, Matej (* 1978), slowakischer Fußballspieler
- Krajčiová, Helena (* 1975), slowakische Schauspielerin und Sängerin
- Krajčír, František (1913–1986), tschechoslowakischer Politiker und Diplomat, Minister
- Krajčírová, Marianna (* 1948), tschechoslowakische Kunstturnerin
- Krajčo, Richard (* 1977), tschechischer Theater- und Filmschauspieler, Sänger, Songschreiber und Frontmann von Kryštof
- Krajcsák, Márk (* 1983), ungarischer Squashspieler
- Krajczy, Bernd (* 1962), deutscher Fußballspieler

### Kraje
- Krajenski, Lutz (* 1972), deutscher Jazz- und Unterhaltungsmusiker (Orgel, Piano, Arrangement, Komposition) und Bigband-Leader
- Krajewska, Teodora (1854–1935), polnische Ärztin, Schriftstellerin und Lehrerin
- Krajewski, Christiane (* 1949), deutsche Politikerin (SPD) und Investmentbankerin
- Krajewski, Felix (1900–1989), deutscher Theologe
- Krajewski, Georg (1925–2007), deutscher Maler
- Krajewski, Guido, deutscher Filmeditor
- Krajewski, Hans (1910–1987), österreichisch-deutscher Architekt
- Krajewski, Johann Friedrich von (1742–1807), preußischer Generalmajor und Kommandeur des Infanterieregiments „von Reinhart“
- Krajewski, Julia (* 1988), deutsche VielseitigkeitsreiterinJulia Krajewski (* 1988)

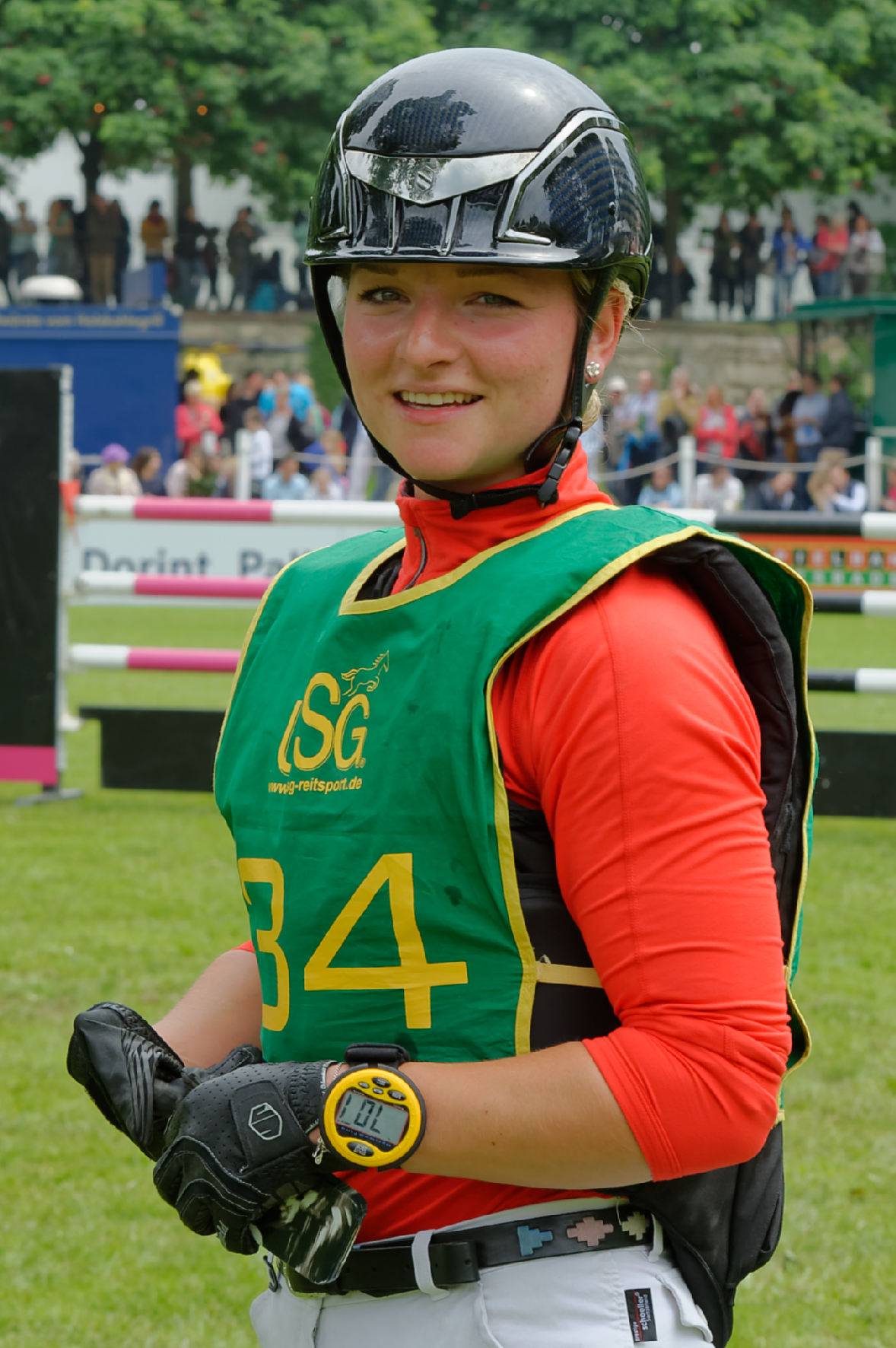
Julia Krajewski (* 1988)

- Krajewski, Konrad (* 1963), polnischer Geistlicher und Kurienkardinal der römisch-katholischen Kirche
- Krajewski, Krzysztof (* 1953), polnischer Kriminologe und Hochschullehrer
- Krajewski, Lore (1921–2019), deutsche Architektin
- Krajewski, Marek (* 1966), polnischer Altphilologe und Krimi-Autor
- Krajewski, Markus (* 1969), deutscher Rechtswissenschaftler
- Krajewski, Markus (* 1972), deutscher Kulturwissenschaftler
- Krajewski, Max (1901–1971), polnisch-russischer Architekt
- Krajewski, Przemysław (* 1987), polnischer Handballspieler
- Krajewski, Seweryn (* 1947), polnischer Pop-Musiker, Sänger, Gitarrist und Komponist
- Krajewski, Władysław (1841–1901), polnischer Arzt und Sportmediziner

### Kraji
- Krajic, Gerald (* 1981), österreichischer Fußballspieler
- Krajicek, Austin (* 1990), amerikanischer Tennisspieler
- Krajíček, Lukáš (* 1983), tschechischer Eishockeyspieler
- Krajicek, Michaëlla (* 1989), niederländische Tennisspielerin
- Krajicek, Richard (* 1971), niederländischer Tennisspieler
- Krajinović, Filip (* 1992), serbischer TennisspielerFilip Krajinović (* 1992)

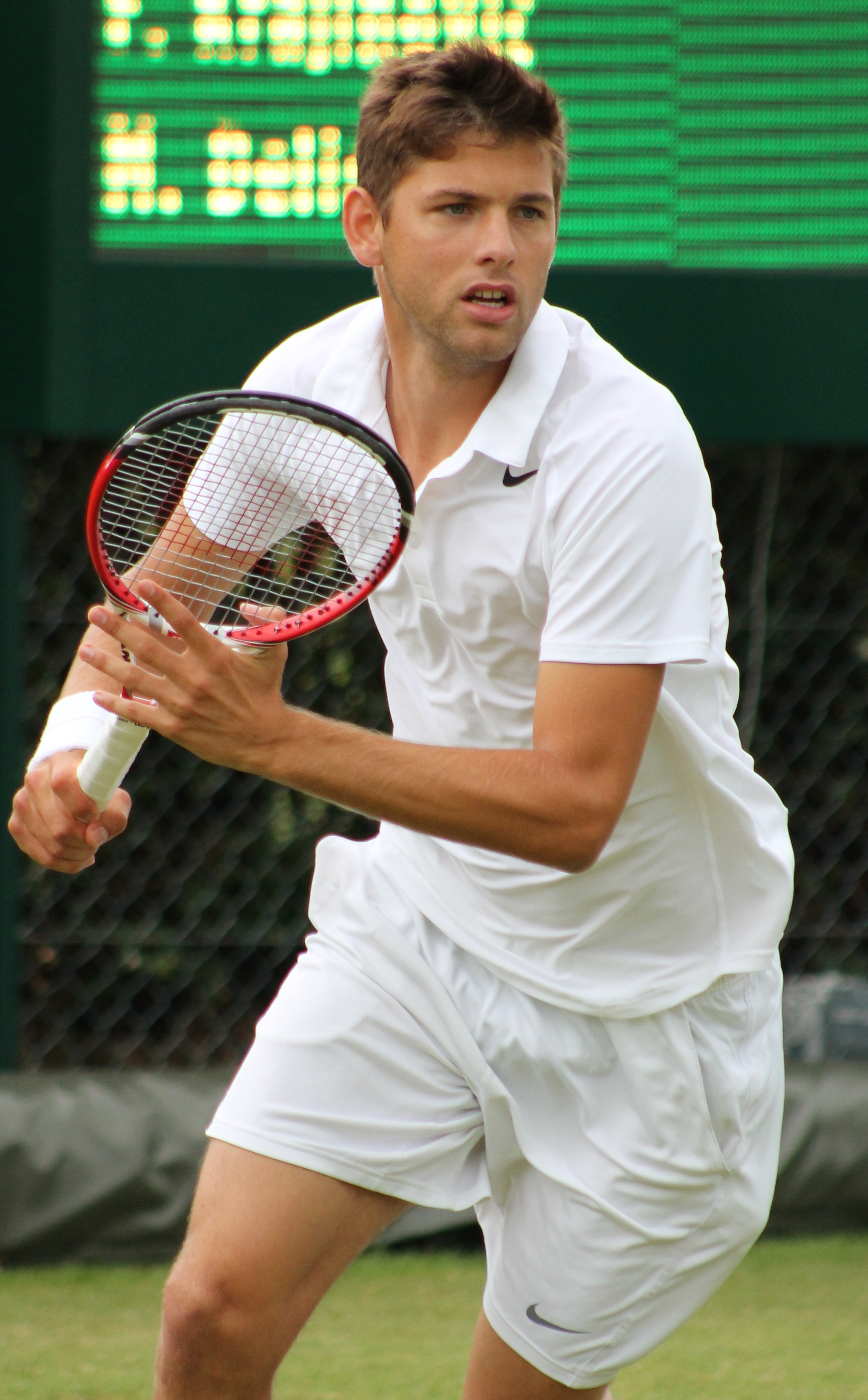
Filip Krajinović (* 1992)

- Krajinovic, Jasna, slowenische Filmregisseurin und Drehbuchautorin
- Krajišnik, Emir (* 1954), bosnischer Maler, Bildhauer und Videokünstler
- Krajišnik, Momčilo (1945–2020), jugoslawischer bzw. bosnisch-serbischer Politiker und Kriegsverbrecher
- Krajišnik, Munever (* 1962), jugoslawischer Fußballspieler

### Krajn
- Krajnc, Armand (* 1973), schwedisch-slowenischer Boxer
- Krajnc, Jožef (1821–1875), österreichisch-ungarischer Jurist, Philosoph und Politiker slowenischer Herkunft
- Krajnc, Luka (* 1994), slowenischer Fußballspieler
- Krajnc, Walter (1916–1944), österreichischer Widerstandskämpfer gegen den Nationalsozialismus